# Lučka Kajfež Bogataj
Lučka Kajfež Bogataj (Jesenice, 28 de juny de 1957) és una climatóloga eslovena, especialista en meteorologia agrícola.
Es va graduar el 1980 a la Facultat de Ciències Naturals i Tecnologia de Ljubljana i va rebre el seu doctorat de la Facultat de Biotecnologia. És investigadora i professora a la Universitat de Ljubljana, professora titular de la Facultat de Biotecnologia, i presidenta de la càtedra de Agrometeorología. És membre del comité educatiu de la Societat Meteorològica Europea. Al seu país és considerada una de les pioneres en l'estudi de l'impacte del canvi climàtic, en particular en el creixement i la producció agrícola.
Kajfež Bogataj va ser nomenada membre del Panell Intergovernamental sobre Canvi Climàtic (IPCC) a Ginebra i, en 2007, va ser vicepresidenta del Grup de Treball II "Impactes, Adaptació i Vulnerabilitat" en la preparació del Quart Informe d'Avaluació de l'IPCC.
En 2008, el llavors president d'Eslovènia, Danilo Türk, li va atorgar l'Ordre del Mèrit pel seu treball científic sobre el canvi climàtic i la seua dedicació a la protecció del medi ambient.